# Caryota obtusa
Caryota obtusa là loài thực vật có hoa thuộc họ Arecaceae. Loài này được Griff. mô tả khoa học đầu tiên năm 1845.

## Hình ảnh

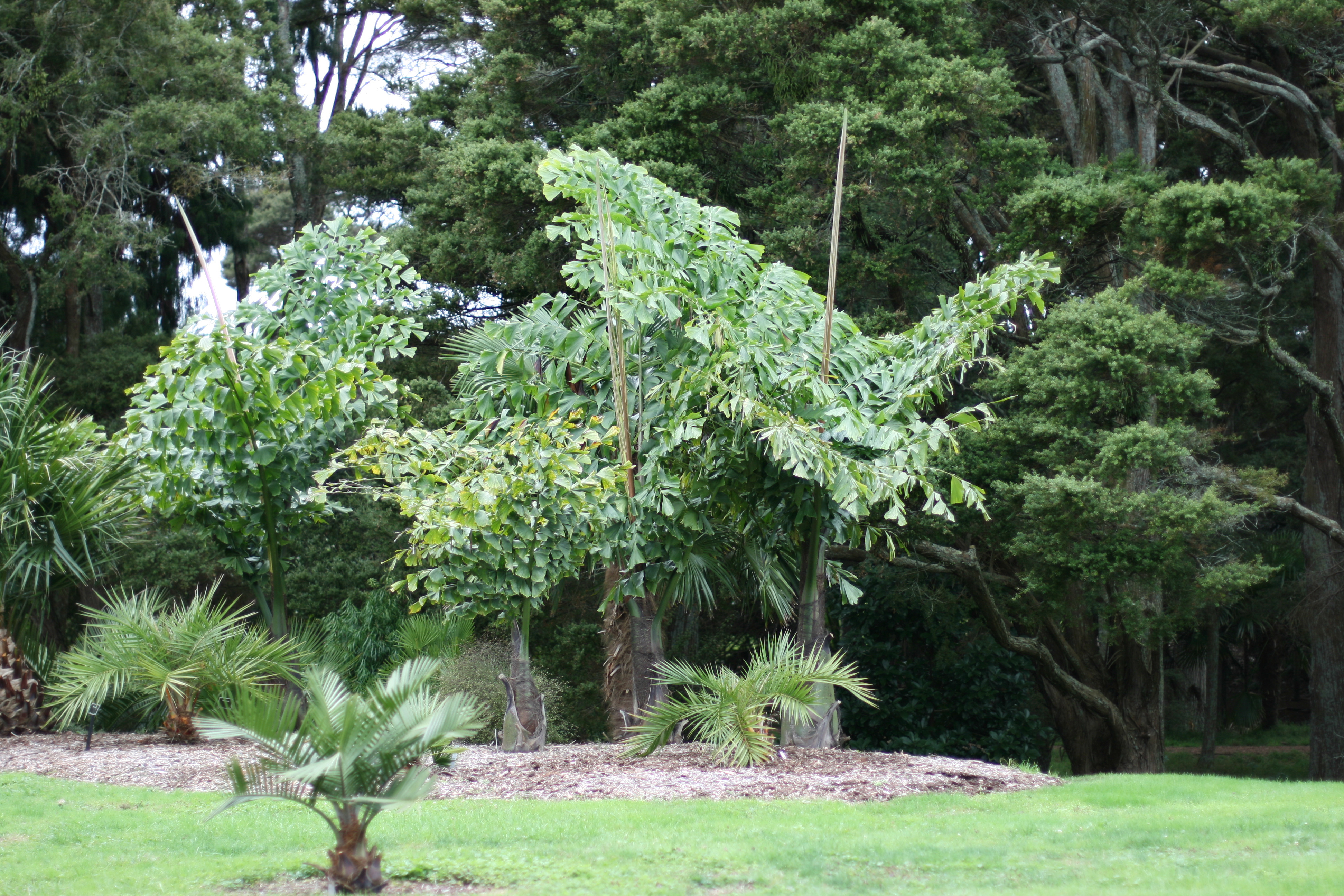
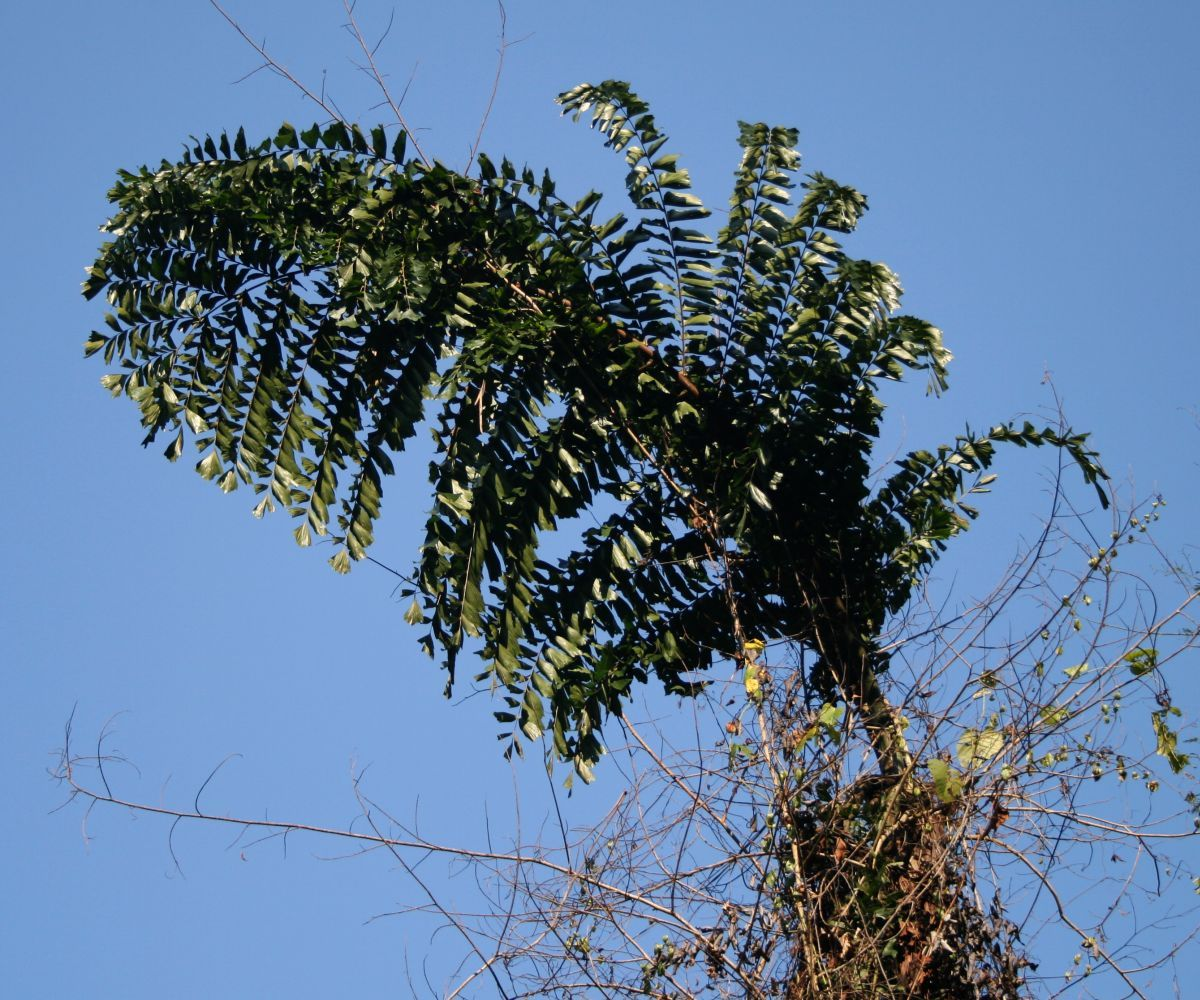
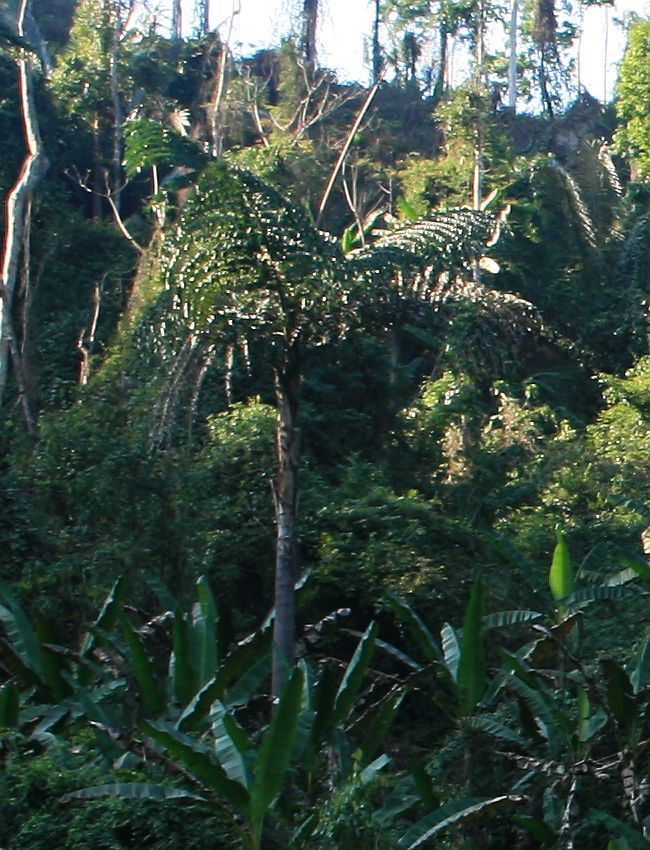
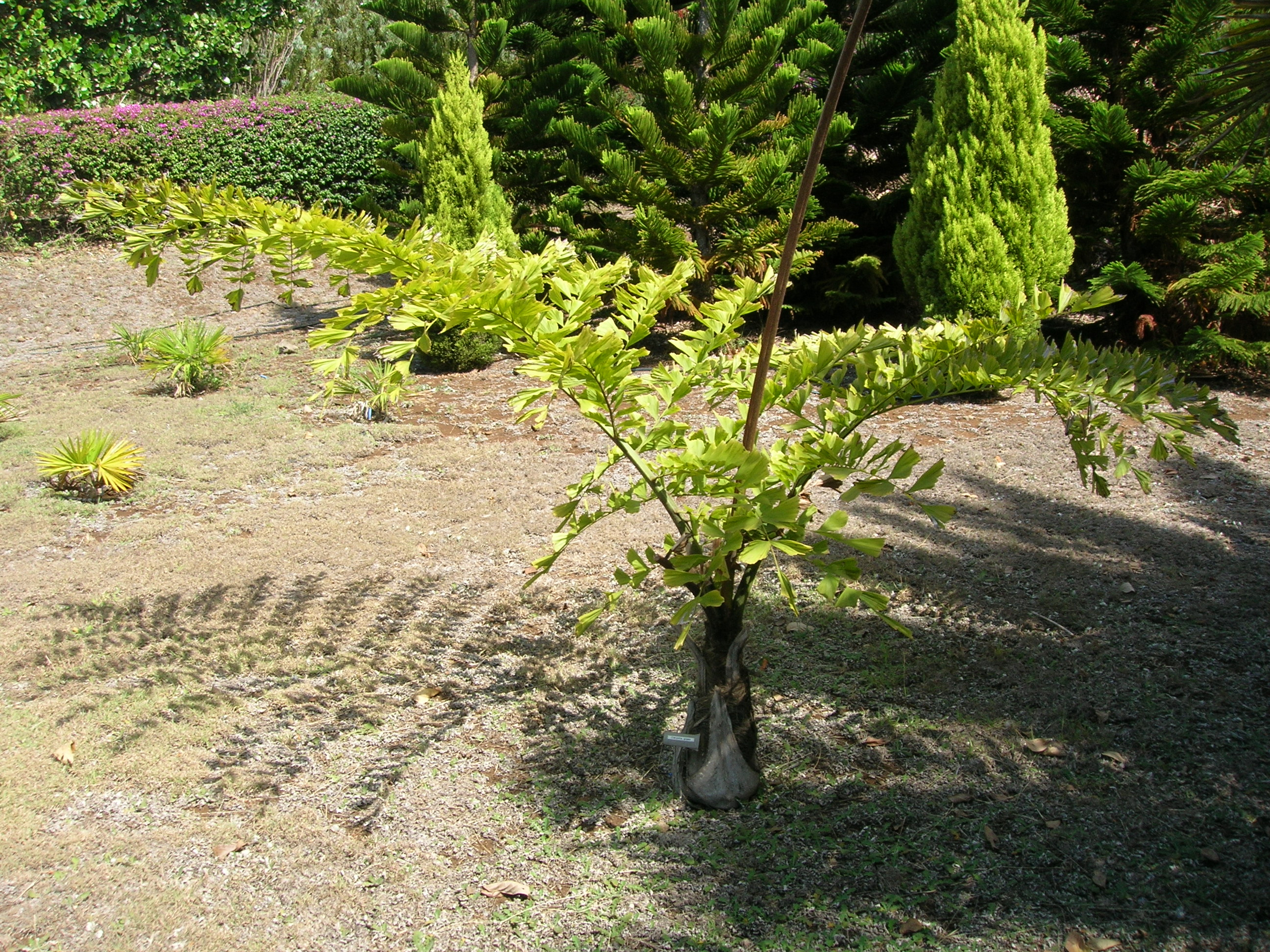